# Траванка (Санта-Марія-да-Фейра)
Трава́нка (порт. Travanca; МФА: [tɾɐ.ˈvɐ̃.kɐ]) — колишня парафія в Португалії, в муніципалітеті Санта-Марія-да-Фейра. Перебувала у складі округу Авейру.  Входила до регіону Північ. За старим адміністративним поділом, що був чинним до 1976 року, територія парафії належала провінції Берегове Дору.  Ліквідована 28 січня 2013 року. Увійшла до складу парафії Санта-Марія-да-Фейра, Траванка, Санфінш і Ешпрагу. Площа парафії — 5,72 км², населення — 2242 ос. (2011), густота населення — 391,96 осіб/км²
. Патрон — святий Мамант. Поштовий індекс — 4520. Код  — 010929.

## Географія

Санта-Марія-да-Фейра (2013)
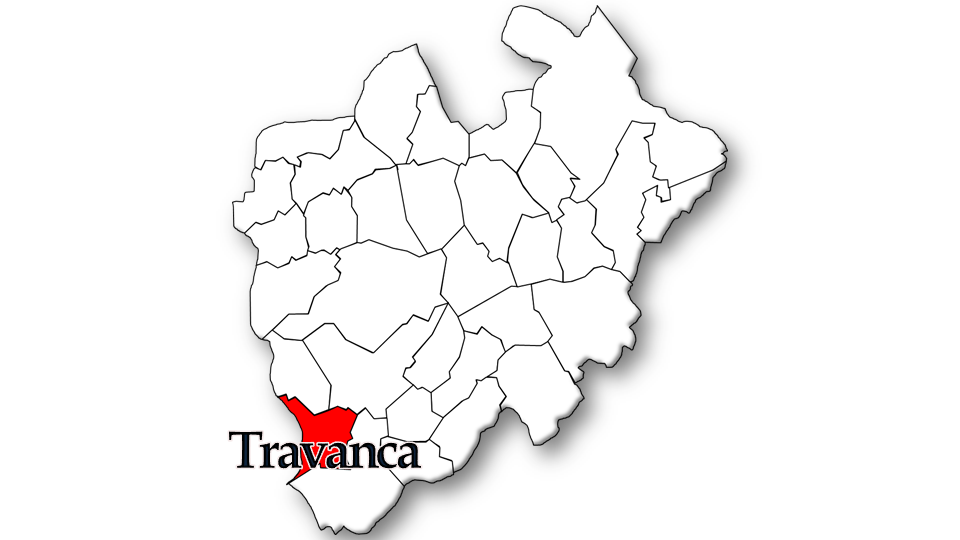
Траванка

## Населення
| Кількість мешканців | Кількість мешканців | Кількість мешканців | Кількість мешканців | Кількість мешканців | Кількість мешканців | Кількість мешканців | Кількість мешканців | Кількість мешканців | Кількість мешканців | Кількість мешканців | Кількість мешканців | Кількість мешканців | Кількість мешканців | Кількість мешканців |
| ------------------- | ------------------- | ------------------- | ------------------- | ------------------- | ------------------- | ------------------- | ------------------- | ------------------- | ------------------- | ------------------- | ------------------- | ------------------- | ------------------- | ------------------- |
| 1864                | 1878                | 1890                | 1900                | 1911                | 1920                | 1930                | 1940                | 1950                | 1960                | 1970                | 1981                | 1991                | 2001                | 2011                |
| 851                 | 889                 | 959                 | 996                 | 1 074               | 1 028               | 1 388               | 1 258               | 1 418               | 1 463               | 1 632               | 1 537               | 1 873               | 2 201               | 2 242               |